# Erika Liriano
Erika Liriano (nascida no século XX, em Nova York) é uma empresária de cacau da República Dominicana.

## Infância e educação
Erika Liriano nasceu em New York City em uma família de agricultores da República Dominicana e formou-se em Artes Cênicas na Fame School de Manhattan. Profissionalmente, ela especializou-se na gestão e no comércio. Foi gerente da Human Ventures, onde desenhou um sistema circular pelo fluxo de transações que conseguiu resultados positivos.

## Ativismo
Em 2022, Erika Liriano dirigia a empresa de exportação de cacau Inaru Cacao, que fundou juntamente com sua irmã Janett antes da pandemia de Covid-19 para melhorar a distribuição de riqueza gerada pelo cacau entre todas as pessoas envolvidas no fluxo de produção e distribuição da fruta. Esta empresa conseguiu 1,5 milhões de dólares de financiamento em 2022. A empresa deu certificação ecológica a 300 agricultores e conseguiu contratos exclusivos para 500 toneladas de cacau.

## Reconhecimento
Erika Liriano faz parte da lista das 100 mulheres mais inspiradoras do mundo de 2022 da BBC.